# Ectropis enormis
Ectropis enormis là một loài bướm đêm trong họ Geometridae.